# Улытауская область
Улыта́уская о́бласть или область Улыта́у (каз. Ұлытау облысы / Ūlytau oblysy) — область в центральной части Казахстана, образованная 8 июня 2022 года. Административный центр области — город Жезказган.
На севере граничит с Костанайской областью, на северо-востоке и востоке — с Карагандинской, на юго-востоке — с Жамбылской, на юге — с Туркестанской и Кызылординской, на западе — с Актюбинской.

## История
В 1973—1997 годах в составе Казахской ССР и Казахстана существовала Джезказганская область, которая в результате административной реформы 1997 года вошла в состав Карагандинской области. В XVIII веке на территории Улытауской области жили племена Среднего жуза: найманы (подроды ергенекты, каракерей, бура, баганалы и балталы (В период Российской империи основали 8 волостей), аргыны (подроды каракесек и куандык), кыпшак и (подроды бултын, узын и торы), род жана-кыргыз, не входивший в жузы.
16 марта 2022 года президент Республики Казахстан Касым-Жомарт Токаев во время совместного заседания палат парламента выступил с посланием народу Казахстана, где заявил, что из части Карагандинской области будет сформирована Улытауская область.

Город Жезказган вновь станет областным центром. Создание в этом регионе самостоятельной области — важное решение не только с экономической точки зрения, но и духовно: Улытау, который находится в центре нашей бескрайной казахской степи, занимает особое место в истории нашей страны. Здесь проходили великие собрания, где решалась судьба страны.— Касым-Жомарт Токаев
Область была образована 8 июня 2022 года в соответствии с указом президента Казахстана, её территория существенно меньше той, что занимала прежняя Джезказганская область (в которую до 1997 года ещё входили Шетский и Актогайский районы, а также города Балхаш и Приозёрск).

## Административное деление
Область состоит из 2 районов и 3 городов областного подчинения (городские администрации):
| № | Административная единица | Территория км² | Население тыс. чел. | Плотность населения чел./км² |
| - | ------------------------ | -------------- | ------------------- | ---------------------------- |
| 1 | Жанааркинский район      | 62 347,81      | 34,8                | 0,56                         |
| 2 | Улытауский район         | 122 931,05     | 12,4                | 0,14                         |
| 3 | город Жезказган          | 1 760,97       | 91,7                | 52,08                        |
| 4 | город Каражал            | 792,43         | 18,7                | 23,60                        |
| 5 | город Сатпаев            | 1 104,35       | 69,6                | 63,02                        |
|   | ВСЕГО                    | 188 936,61     | 227,2               | 1,20                         |

## Население
Улытауская область на момент создания в 2022 году стала в Республике Казахстан регионом с самой низкой плотностью населения и регионом с самой низкой абсолютной численностью населения.